# Dekanat rogaczowski
Dekanat rogaczowski – jeden z 48 dekanatów eparchii moskiewskiej obwodowej Rosyjskiego Kościoła Prawosławnego. Obejmuje cerkwie położone w części rejonu dmitrowskiego obwodu moskiewskiego. Funkcjonuje w nim dwadzieścia osiem cerkwi parafialnych wiejskich, dwie cerkwie filialne i kaplica.
Funkcję dziekana pełni ks. Aleksiej Surikow.

## Cerkwie w dekanacie[1]
- Cerkiew św. Serafina z Sarowa w Mieczcie
- Cerkiew Narodzenia Pańskiego w Gabowskim
- Cerkiew Trójcy Świętej w Abramcewie
- Cerkiew św. Michała Archanioła w Biełym Raście
- Cerkiew św. Aleksandra Newskiego w Wiediernicach

Cerkiew św. Włodzimierza w Wiediernicach
- Cerkiew Chrystusa Zbawiciela Uzdrawiającego Chromego w Wiediernicach
- Cerkiew Tichwińskiej Ikony Matki Bożej w Głuchowie
- Cerkiew Narodzenia Matki Bożej w Gowiejnowie
- Cerkiew św. Mikołaja w Gorkach-25
- Cerkiew Narodzenia Matki Bożej w Gulniewie
- Cerkiew Ikony Matki Bożej „Wszystkich Strapionych Radość” w Iwanowskim
- Cerkiew Zmartwychwstania Pańskiego w Karpowie
- Cerkiew Opieki Matki Bożej w Kulikowie
- Cerkiew Ikony Matki Bożej „Znak” w Matwiejkowie
- Cerkiew św. Mikołaja w Ozierieckim

Cerkiew Narodzenia Matki Bożej w Ozierieckim
- Cerkiew Wprowadzenia Matki Bożej do Świątyni w Olgowie
- Cerkiew Trójcy Świętej w Pantielejewie
- Cerkiew św. Mikołaja w Podmoszju
- Cerkiew św. Mikołaja w Podjaczewie
- Cerkiew Opieki Matki Bożej w Pokrowskim
- Cerkiew Wniebowstąpienia Pańskiego w Ramieniu
- Cerkiew św. Mikołaja w Rogaczowie

Kaplica Kazańskiej Ikony Matki Bożej
- Cerkiew św. Eliasza w Sinkowie
- Cerkiew Przemienienia Pańskiego w Spasie-Kamionce
- Cerkiew Kazańskiej Ikony Matki Bożej w Triechswiatskim
- Cerkiew Trójcy Świętej w Turbiczewie
- Cerkiew Smoleńskiej Ikony Matki Bożej w Czerniejewie
- Cerkiew św. Jana Chrzciciela w Jazykowie